# 翟進宗
翟进宗（？—944年），五代十国人物，不知乡里。
翟进宗历仕后唐、后晋，官至淄州（今山东省淄博市淄川区）刺史，晋出帝开运元年（944年）杨光远造反，以骑兵数百胁迫他至青州，登州刺史張萬迪听命，翟进宗不屈，杨光远杀翟进宗。晋出帝赠翟进宗左武卫上将军。平定杨光远后，求得翟进宗尸体，加礼归葬，葬事资财由官方供给，以其子翟仁钦为东头供奉官。